# 400 a.C.

## Eventos

### Ocidente
- 95a olimpíada: Minão de Atenas, vencedor do estádio.[1]
- Públio Licínio Calvo Esquilino é o primeiro tribuno consular plebeu eleito em Roma. Além dele, são tribunos consular para o ano Públio Mânlio Vulsão, Lúcio Titínio Pansa Saco, Públio Mélio Capitolino, Espúrio Fúrio Medulino e Lúcio Publílio Filão Vulsco (que também era plebeu).
- O exército grego comandado por Xenofonte é derrotado em Cunaxa depois da revolta contra Artaxerxes II.

### ÁsiaOcidental
- Retirada dos Dez Mil.

## Nascimentos
- Arquitas de Tarento, filósofo (data aproximada)

## Mortes
- Tucídides, historiador.